# Relaciones Costa Rica-México
La República de Costa Rica y los Estados Unidos Mexicanos establecieron relaciones diplomáticas en 1838. Ambas naciones son miembros de la Asociación de Estados del Caribe, Comunidad de Estados Latinoamericanos y del Caribe, Naciones Unidas, Organización de Estados Americanos y la Organización de Estados Iberoamericanos.

## Historia
Costa Rica y México son dos países de América Latina que comparten una historia común en el hecho de que ambas naciones fueron virreinatos del imperio español. Durante la colonización española, Costa Rica estaba bajo la administración del Virreinato de Nueva España en la Ciudad de México. 
En 1821, México se independizó de España y Costa Rica se convirtió parte del Primer Imperio Mexicano. En 1823, el imperio se disolvió y Costa Rica, junto con El Salvador, Guatemala, Honduras y Nicaragua se unieron a la Provincias Unidas del Centro de América. En 1831, México estableció relaciones diplomáticas con las Provincias Unidas, sin embargo, en 1838 la unión se disolvió y Costa Rica se convirtió en una nación independiente. Ese mismo año, Costa Rica y México establecieron relaciones diplomáticas.
En marzo de 1948, Costa Rica entró en una guerra civil. Durante la guerra, los embajadores de Chile, México, Panamá y los Estados Unidos se reunieron en la embajada de México en San José y acordaron mediar entre los dos beligerantes de la guerra para llevarlos a una resolución pacífica. Esto se conocía como el Pacto de la Embajada de México. La guerra terminó en abril de 1948 y Costa Rica entró en su Segunda República.
La década de 1960 fue una década importante para ambas naciones, ya que sus respectivos presidentes realizaron visitas oficiales a sus países, comenzando con el viaje del presidente mexicano Gustavo Díaz Ordaz a Costa Rica en 1966. Un año después, el presidente costarricense José Joaquín Trejos Fernández realizó una visita a México en 1967. Habría varias visitas más entre líderes de ambas naciones.
Durante las guerras centroamericanas que tuvieron lugar en los países vecinos de El Salvador, Guatemala y Nicaragua; Costa Rica y México lideraron diálogos de mediación entre facciones de la guerra en cada nación para traer paz y estabilidad a la región. México (junto con Colombia, Panamá y Venezuela) creó el Grupo Contadora que ayudó a crear el marco para el Acuerdo de Esquipulas, dirigido por el presidente de Costa Rica Óscar Arias Sánchez.
En 2021, el presidente de Costa Rica Carlos Alvarado Quesada realizó una visita a México y se reunió con el presidente mexicano Andrés Manuel López Obrador.

## Visitas de alto nivel

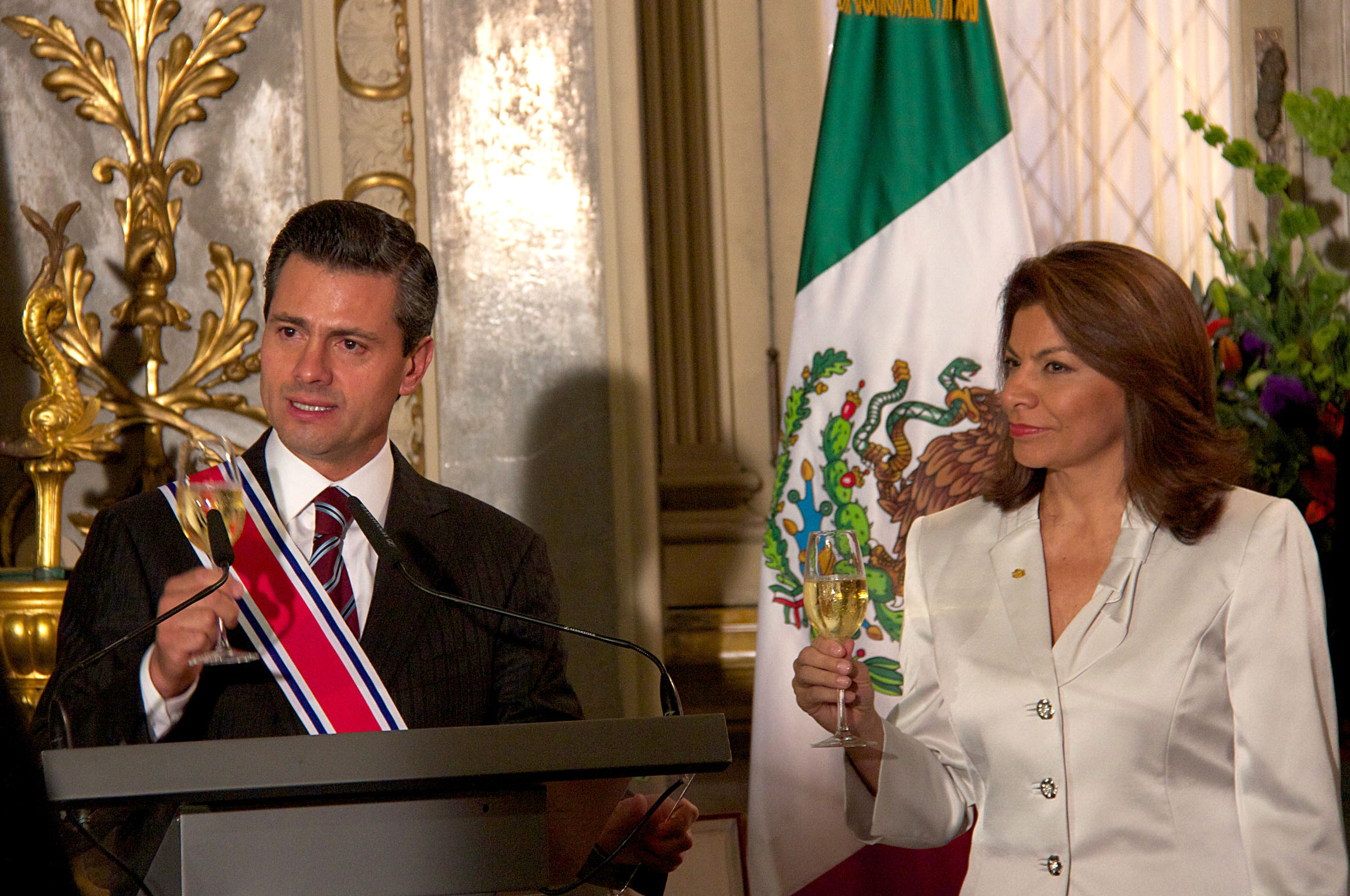
La presidenta costarricense Laura Chinchilla y el presidente mexicano Enrique Peña Nieto en San José; febrero de 2013.

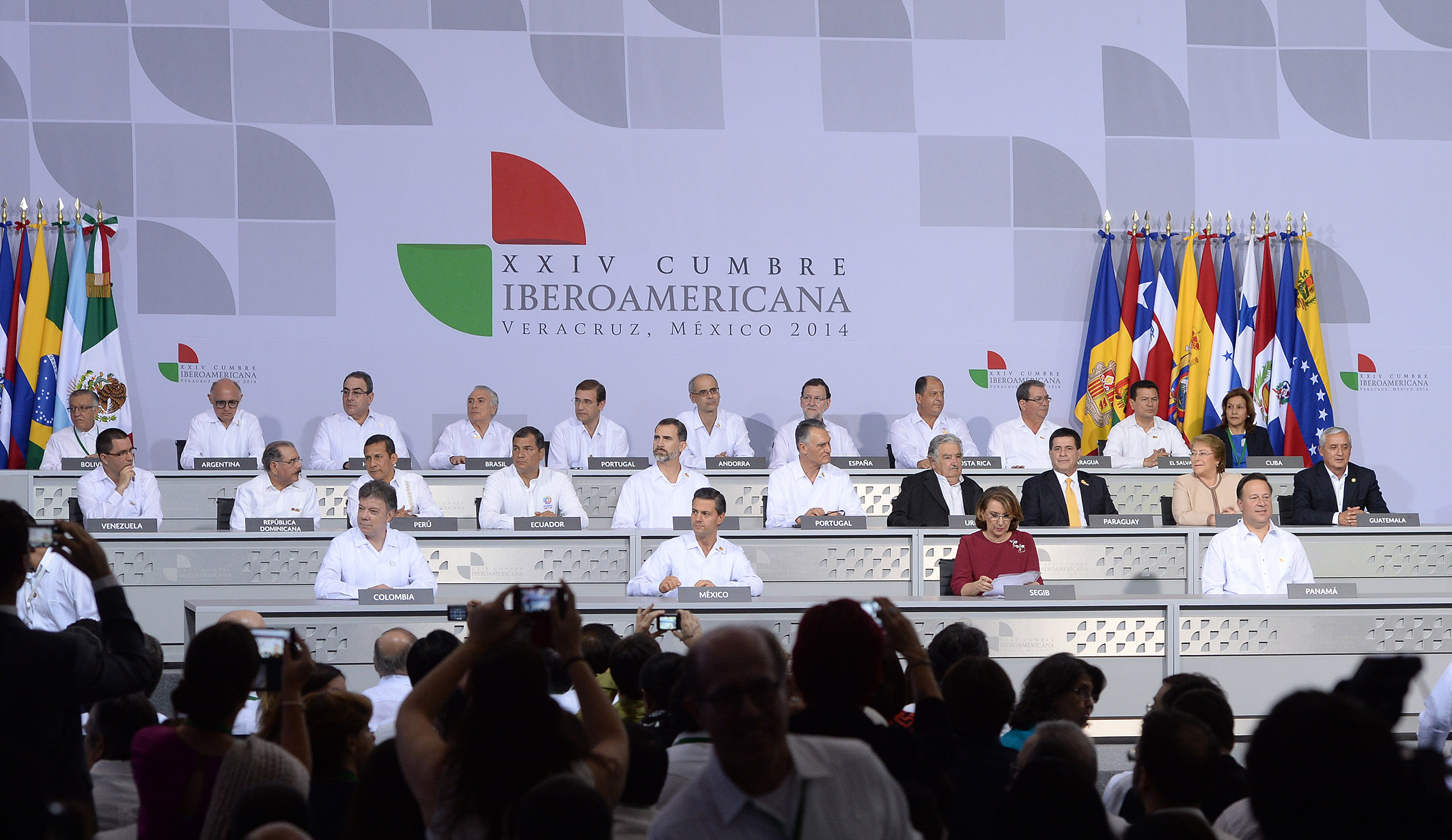
El presidente de Costa Rica, Luis Guillermo Solís, asistiendo a la Cumbre Iberoamericana en la ciudad de Veracruz, México; 2014.

Visitas presidenciales de Costa Rica a México
- Presidente José Joaquín Trejos Fernández (1967)
- Presidente José Figueres Ferrer (1971)
- Presidente Rodrigo Carazo Odio (1979)
- Presidente Óscar Arias Sánchez (1987, 2009, 2010)
- Presidente Rafael Ángel Calderón Fournier (enero, febrero, mayo y julio de 1991, 1992, 1994)
- Presidente José María Figueres Olsen (1994)
- Presidente Miguel Ángel Rodríguez (enero, junio y noviembre de 2000, 2001, 2002)
- Presidente Abel Pacheco de la Espriella (2004)
- Presidente Laura Chinchilla (2011)
- Presidente Luis Guillermo Solís (2014)
- Presidente Carlos Alvarado Quesada (2021)

Visitas presidenciales de México a Costa Rica
- Presidente Gustavo Díaz Ordaz (1966)
- Presidente Carlos Salinas de Gortari (1992)
- Presidente Ernesto Zedillo (1999)
- Presidente Vicente Fox (2002, 2004, 2005, 2006)
- Presidente Felipe Calderón (2009, 2010)
- Presidente Enrique Peña Nieto (2013)

## Acuerdos bilaterales
Ambas naciones han firmado varios acuerdos bilaterales, como un Acuerdo sobre Intercambios Telegráficos (1931); Acuerdo de Cooperación Turística (1980); Acuerdo de Cooperación para Combatir el Narcotráfico y la Dependencia de Drogas (1989); Acuerdo sobre transporte aéreo (1991); Acuerdo de Cooperación Educativa y Cultural (1995); Tratado sobre la ejecución de sentencias penales (1999); Tratado para la recuperación y devolución de vehículos y aeronaves robados o asunto de disposición ilícita (2000); Acuerdo de Asociación Estratégica (2009); Acuerdo sobre el intercambio de información en materia fiscal (2011); Tratado de Extradición (2011); Tratado de Asistencia en Derecho Penal Internacional (2012); Acuerdo de Cooperación al Desarrollo (2013) y un Acuerdo para evitar la doble imposición y prevenir la evasión fiscal en el impuesto sobre la renta (2014).

## Transporte
Hay vuelos directos entre ambas naciones con Aeroméxico, Avianca Costa Rica, Volaris y Volaris Costa Rica.

## Relaciones comerciales
En 1995, Costa Rica y México firmaron un tratado de libre comercio. En 2023, el comercio bilateral entre ambas naciones ascendió a $2.5 mil millones de dólares. Las principales exportaciones de Costa Rica a México incluyen: circuitos electrónicos integrados, procesadores informáticos y aceite de palma. Las principales exportaciones de México a Costa Rica incluyen: Televisores, vehículos, productos electrónicos, medicamentos y productos alimenticios.
Varias compañías multinacionales mexicanas como América Móvil, Cemex, Cinépolis, FEMSA, Grupo Bimbo, Gruma y Sigma Alimentos (entre otros) operan en Costa Rica.

## Misiones diplomáticas residentes
- Costa Rica tiene una embajada en la Ciudad de México.[11]
- México tiene una embajada en San José.[12]

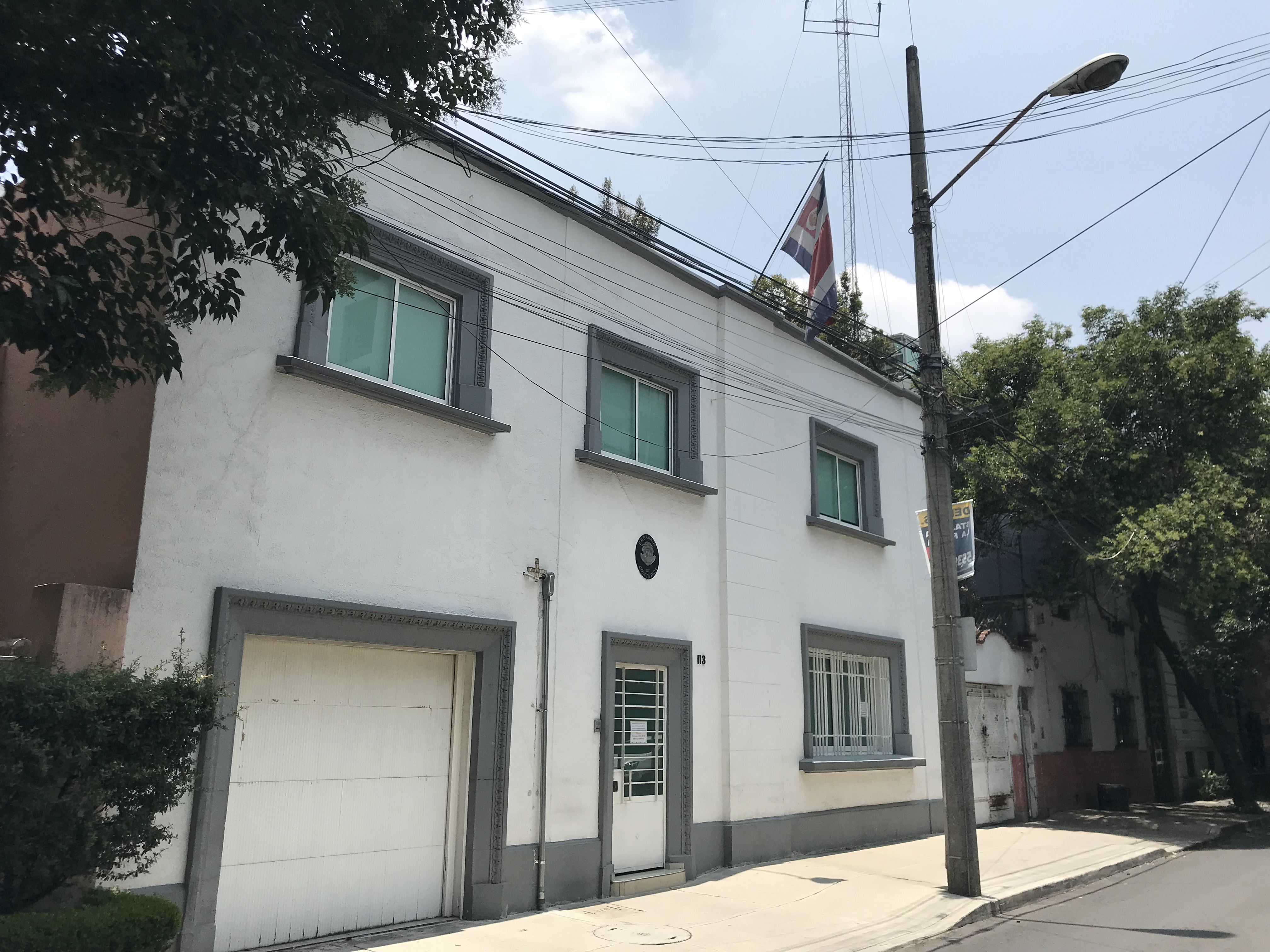
Embajada de Costa Rica en la Ciudad de México
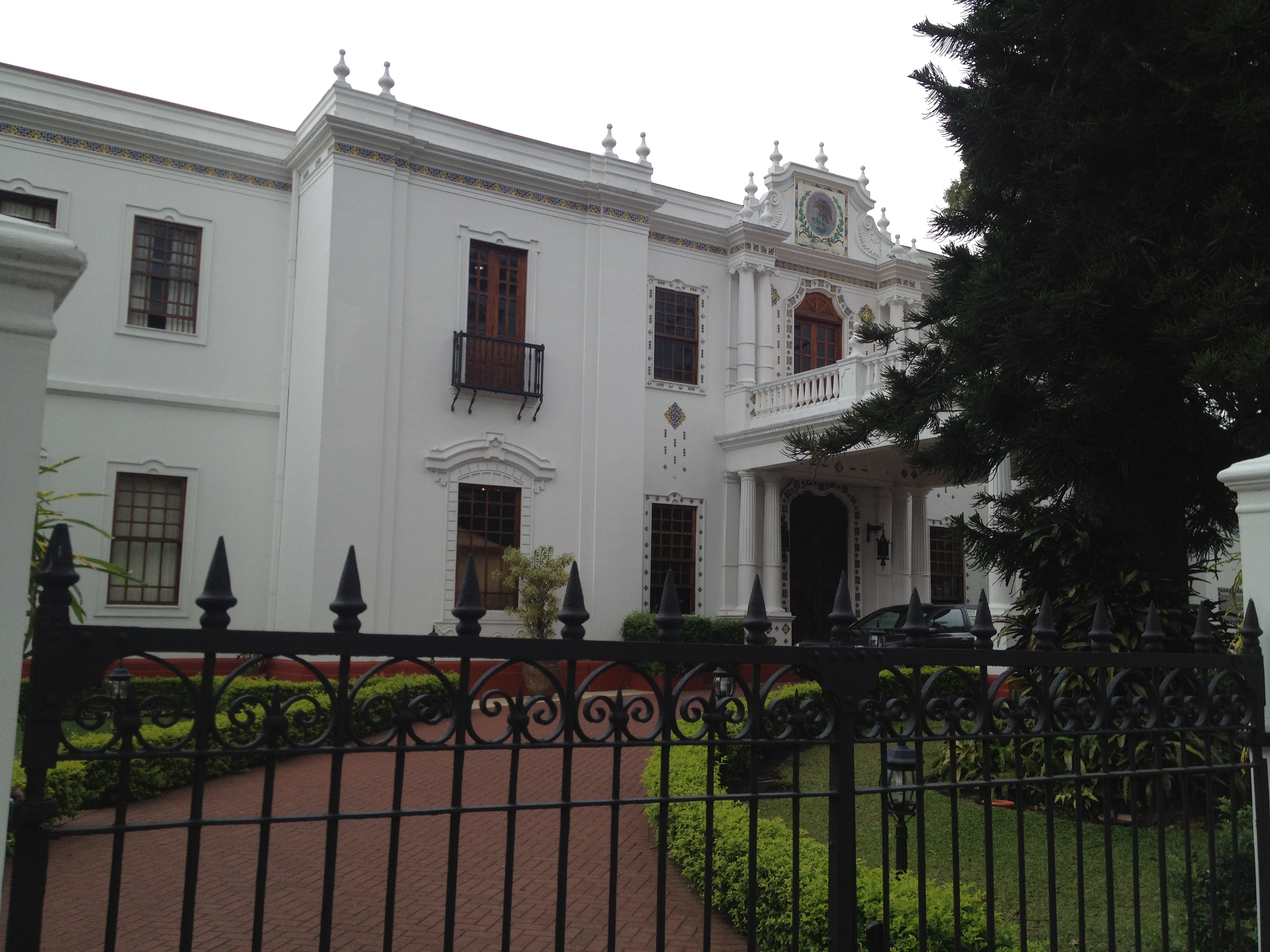
Embajada de México en San José